# Egelsbach Transmitter Facility
Die Egelsbach Transmitter Facility ist eine Kommunikations- und SIGINT-Station der USA in einer Waldlichtung nahe dem hessischen Egelsbach. Besitzer des Geländes ist das Wiesbadener Hauptquartier der US-Landstreitkräfte in Europa (7. US-Armee).

## Lage
In einem Waldstück in der Nähe von Egelsbach nahe Frankfurt am Main befindet sich die Egelsbach Transmitter Facility. Das Gelände wird seit Ende des Zweiten Weltkriegs von den US-Streitkräften genutzt. Auf einer ca. 30 Hektar großen Freifläche stehen neben den Antennenanlagen Betriebsgebäude. Bewacht wird das Gelände von der US-amerikanischen Militärpolizei und lokalen Wachdiensten. Das Gelände ist durch Stacheldraht und einen Zaun geschützt.

## Ausstattung
Auf dem Gelände befinden sich 20 meist logarithmisch-periodische Kurzwellen-Antennen (horizontal polarisiert) der Firma TCI International. Dazu kommen inzwischen vier Radome. Auf einem Mastaufbau befinden sich Mikrowellenrichtfunk-Anlagen. Zwei Mikrowellenschüsseln zeigen in Richtung der damaligen Rhein-Main Air Base.
Während andere Einrichtungen der US-Militärs in den 2000er-Jahren stillgelegt oder reduziert wurden, fanden auf dem Gelände der Egelsbach Transmitter Facility Ausbauarbeiten statt. 2011 entstand ein weiteres Radom mit geschätzten fünf Metern Durchmesser.

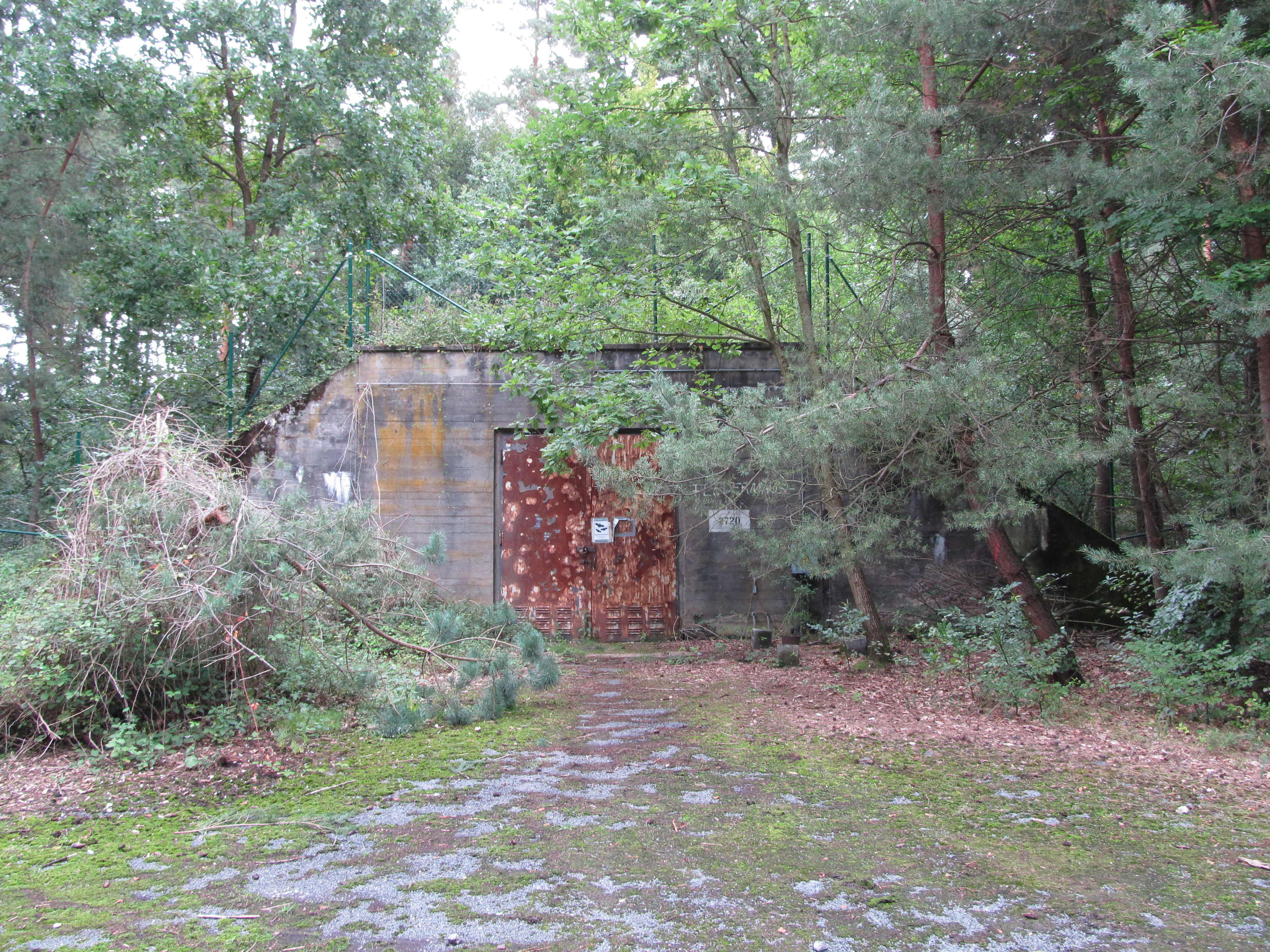
Fledermausbunker im Jahr 2011, mittlerweile abgebrochen/ersetzt

Generatoren zur Energieversorgung sind in unterirdischen Anlagen vorhanden. Zudem hatte die Anlage auf dem benachbarten Areal, das ebenfalls Sperrgebiet war, mehrere Bunker, die mittlerweile abgebrochen wurden. Was dort gelagert wurde, ist bis heute unbekannt.

## Zweck
Eine Sprecherin der US-Landstreitkräfte in Europa sagte zum Zweck der Anlage gegenüber einer Lokalzeitung 2011: „Die Anlage wird vom US-Verteidigungsministerium betrieben. Sie dient der Führung und Steuerung der Kommunikation im militärischen Einsatzgebiet.“
Eine ZDF-Dokumentation erhob 2003 den Verdacht, dass von der Anlage aus Programme des Zahlensenders Cynthia ausgestrahlt wurden. Bestätigt wurde dies durch die US-Militärs nie, jedoch sind die Programme im Umfeld des Geländes mit einem Empfänger ohne Antenne zu empfangen, was auf eine erhebliche Signalstärke des Kurzwellensignals hinweist.

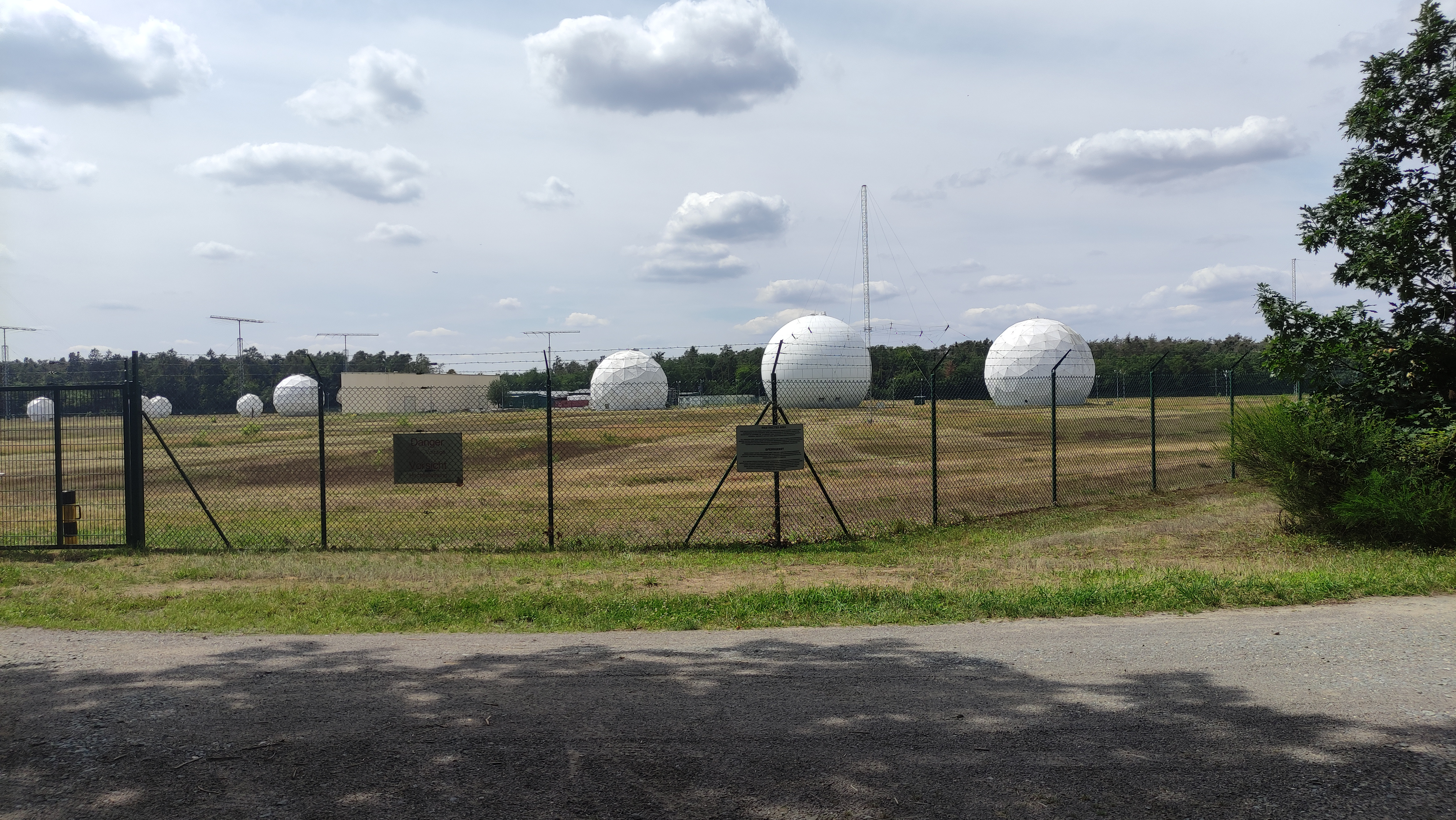
Die militärische Einrichtung im Jahre 2024
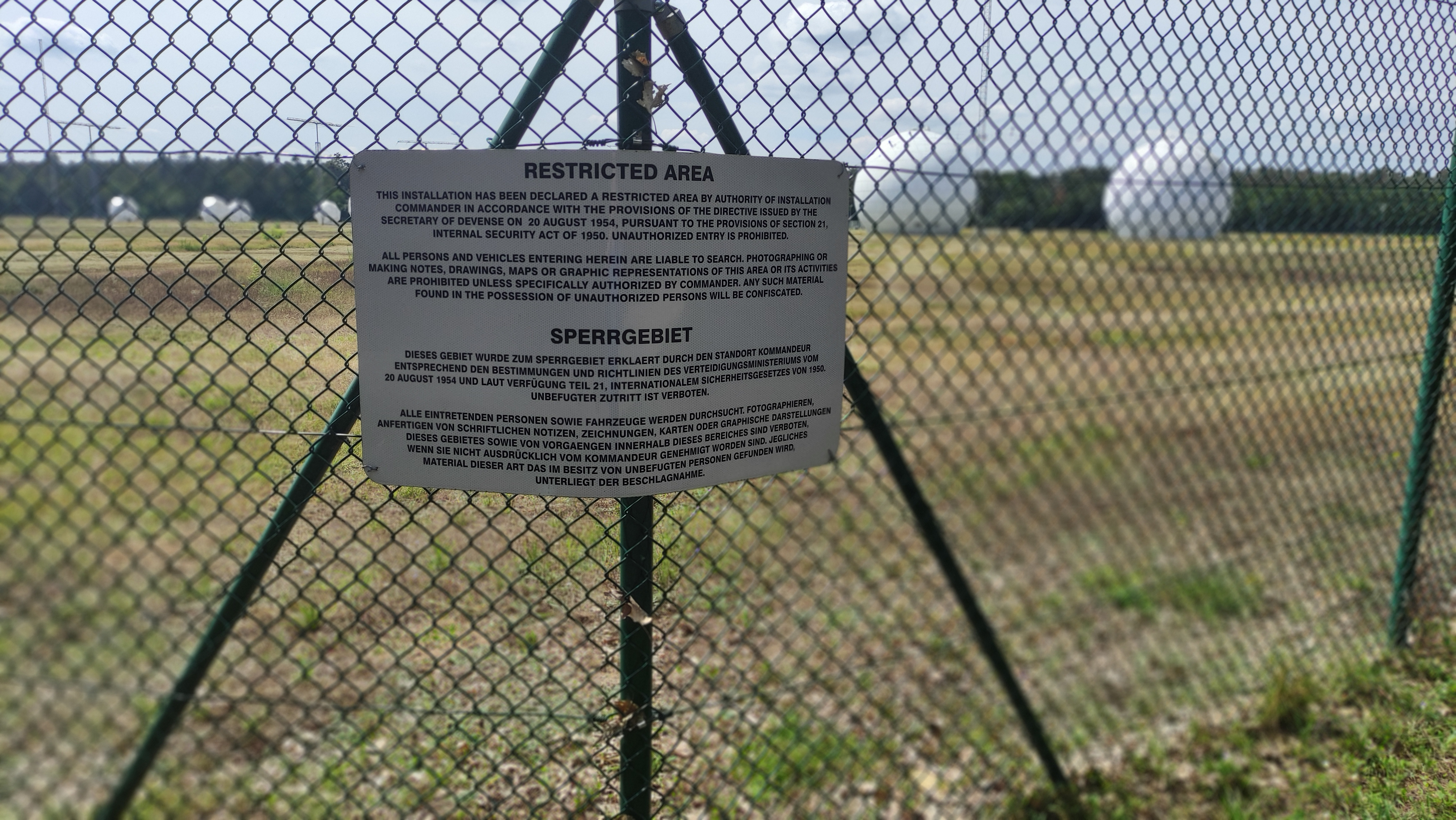
Der Hinweis auf den militärischen Sperrbezirk

Ende 2013 schrieb der damalige Egelsbacher Bürgermeister Jürgen Sieling einen Brief an die „U.S. Army Garrison Wiesbaden“ am Flugplatz Wiesbaden-Erbenheim, in dem es unter anderem hieß: „Seit den Veröffentlichungen zu den Aktivitäten der NSA und anderer Dienste durch Herrn Snowden erhalten die politischen Gremien zahlreiche Anfragen zu der US-Einrichtung auf Egelsbacher Gemeindegebiet.“ Da Information stets besser seien als Spekulation, wollte Sieling wissen, „wer die Egelsbach Transmitter Facility nutzt, welchem Zweck sie dient, wer sie kontrolliert, wer generell Ansprechpartner zur Einrichtung sei“.
Die Antwort auf diese Anfrage bestand aus zwei Sätzen. Ein Colonel David H. Carstens schrieb: „Die Kommunikationsanlage Egelsbach befindet sich seit Jahrzehnten im Inventar der US-Armee, Betreiber ist das US-Verteidigungsministerium. Fragen zu Punkten der nationalen Sicherheit koordiniert die US-Regierung über diplomatische Kanäle.“